# Твртко I
Стефан Твртко I Котроманич (Степан Твертко) (босн. Stjepan Tvrtko I Kotromanić) (бл. 1338 — 14 березня 1391) — боснійський бан (намісник) з династії Котроманичів у 1353–1366 та 1367–1377 роках. Король Боснії та  Сербії з 1377 року, король Далмації та Хорватії з 1390 року. Подаючи себе нащадком царського дому Сербії, незалежним від Угорщини, узяв ім'я Стефан, традиційне для Неманичів. Правління Твртко І період найбільшої могутності середньовічної Боснії.  

## Родина
Твртко був первісток бана Владислава Боснійського і Олени Шубич з родини Шубичів з замку Клис в Хорватії. Батько Твртко був сином Стефана I, бана Боснії та  Елізавети Сербської, дочки короля Сербії Стефана Драгутина. Мати Твртко графиня Олена Шубич була дочкою графа Георга II Шубича з впливової хорватської родини Шубичів. Твртко був двоюрідним братом Єлизавети Боснійської, дочки брата Владислава бана Стефан II Котроманича.
Мати Твртко, Олена Шубич ростила своїх дітей, Твртко, його молодшого брата Стефана Вука, та його сестру Катарину, разом зі своєю племінницею і прийомною дочкою Елізаветою.

## Правління

### Бан

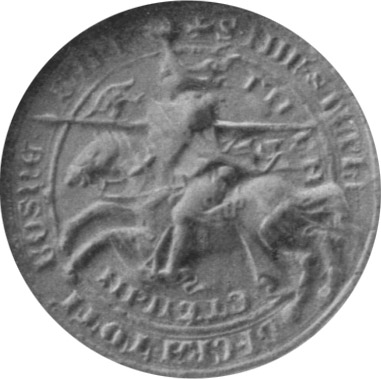
Печатка Твртка I

Попередник Твртко, брат його батька Владислава Стефан II Котроманич (Іштван Котроманіч; правив у 1322–1353 роках), значно розширив автономні права Боснії, користуючись послабленням свого сюзерена — нового угорського короля Карла Роберта з династії Анжу — боротьбою з угорською феодальною фрондою. Окрім того, він поширив боснійський вплив на Герцеговину (Хум).
1353 року Твртко успадкував своєму дядьку у віці 15 років, як бан Боснії, від імені угорського короля в 1353 році. Однак незадовго до цього вдовий угорський король Людовик I Великий одружився з двоюрідною сестрою Твртко Єлизаветою й таким чином отримав спадкові права на Боснію, що давало йому можливість претендувати на ліквідацію автономії цього банату. З метою посилення своєї влади 1363 року боснійський бан розв'язав війну проти Людвіка, з яким у нього були напружені відносини й раніше. Однак він не мав достатніх ресурсів, щоб досягнути повної незалежності від Угорщини, яка у XIV—XV століттях була однією з наймогутніших держав Європи. Тому невдовзі угорці та боснійці уклали мирну угоду, умови якої затверджували широкі права Боснії.
Примирившись зі своїм васалом, Людвік I навіть надав йому притулок у лютому 1366 року, коли боснійська знать усунула Твртко й посадила на престол його брата Вука. На допомогу боснійському бану були відряджені підкріплення з Угорщини й Рагузької республіки і Твртко зумів відновитись на троні до середини 1367 року.

Землі, приєднані за часів правління Твртко І (позначено блакитним кольором)

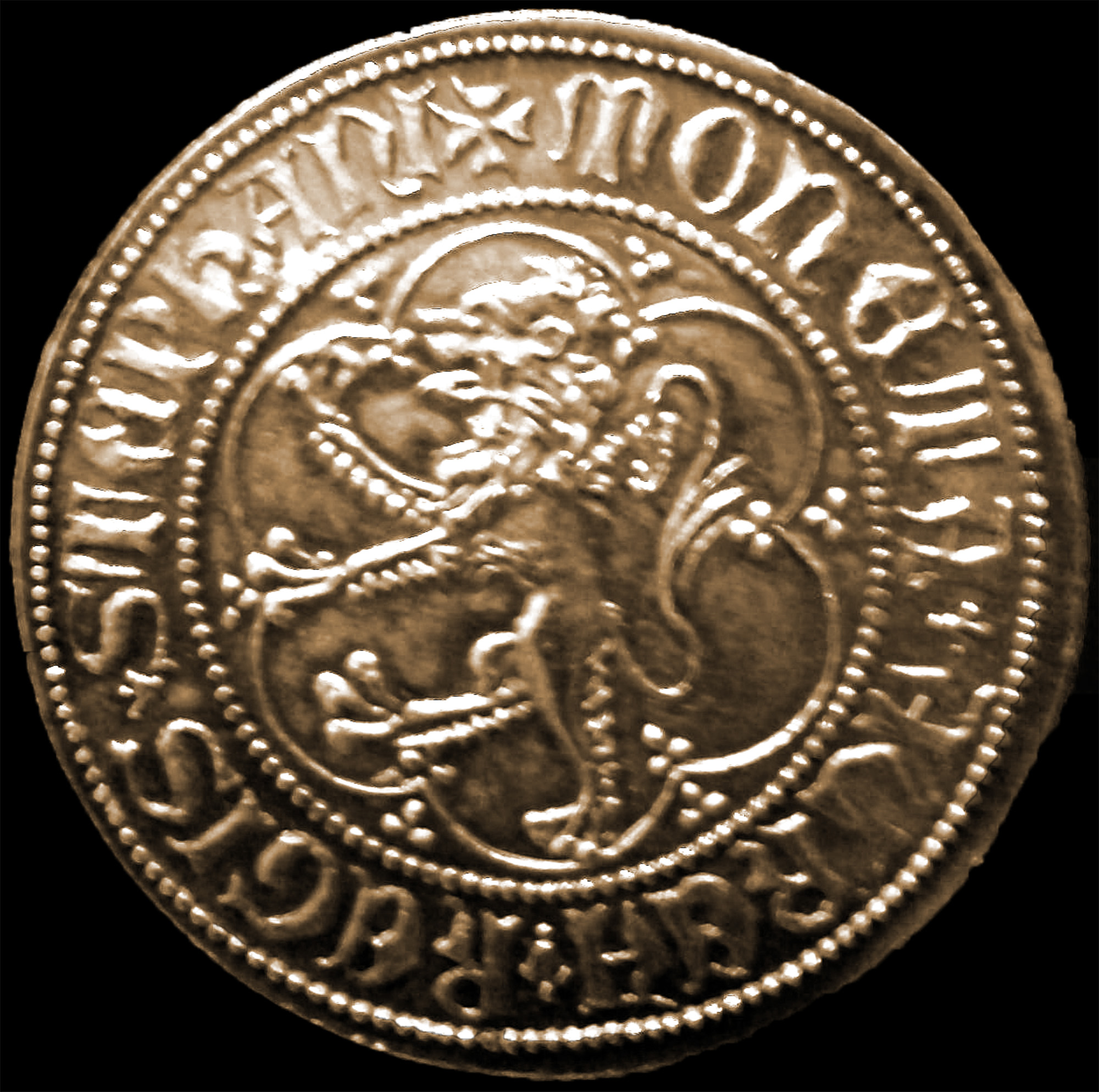
Златник Твртко I (аверс)

Однак Вук звернувся по допомогу до папи Урбана V, стверджуючи, що його брат — єретик, оскільки надає покровительство богомильству. За допомогою Рима Вук 1370 року вторгся до Боснії та знову спробував забрати корону у Твртко, однак його війська були зупинені під Бобовацом, і 1374 року брати уклали мирну угоду.
До 1370 року Твртко I установив свою владу над усією підконтрольною бану територією Боснії. Відновивши Боснію у первинних кордонах, він здійснив кілька військових походів на Іллірійське узбережжя Адріатичного моря та до Західної Сербії.

### Король

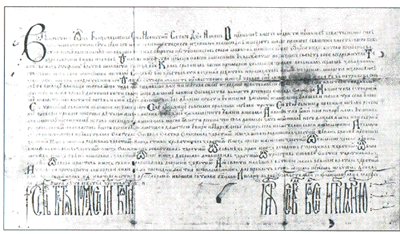
Статут Твртко I Котроманича, написаний в Мострі, недалеко від Вісоко.

26 жовтня 1377 року Твртко був коронований у монастирі Мілешеви, узявши титул короля сербів, Боснії та узбережжя.
До 1390 року він заволодів Хорватією та островами в Адріатичному морі, що дозволило йому взяти титул короля Далмації та Хорватії. З Рагузькою республікою Твртко уклав взаємовигідний союз, надаючи військовий захист.
За часів правління Твртко I Боснія вперше та востаннє у своїй історії увійшла до складу політичних гегемонів на Балканському півострові, поступаючись за впливом тільки Угорщині та Османській імперії, яка витіснила Візантію. Перетворивши Боснію на найсильнішу південнослов'янську державу, Твртко був змушений неодноразово відбивати турецький натиск. Вторгшись до Сербії, турки-османи 1388 року розграбували Герцеговину (Хум), яка перебувала під владою Боснії. До складу союзної армії балканських держав під командуванням сербського князя Лазаря, вщент розбитої 28 червня 1389 року у битві на Косовому полі військами турецького султана Мурада I, входив крупний допоміжний загін, відряджений Твртко для боротьби із завойовниками.
Смерть Твртко I стала важким ударом для Боснії. Після раптової смерті його найближчих спадкоємців (брата і вдови) сини Твртко I, Стефан Остоя і Твртко II, розв'язали братерську війну, що позбавила Боснію успіхів балканської політики боснійського бана, що зрештою зробило країну легкою здобиччю Османської імперії.